# Logagane
Logagane is een dorp in het district Southern in Botswana. De plaats telt 428 inwoners (2011).